# The Legend of Zelda
Це стаття про першу відеогру серії The Legend of Zelda, випущеної для платформи NES. Для серії ігор під такою назвою дивіться статтю The Legend of Zelda.
The Legend of Zelda (яп. THE HYRULE FANTASY ゼルダ の 伝説, THE HYRULE FANTASY Зеруда но Денсецу, також відома в Японії як «The Hyrule Fantasy: The Legend of Zelda») — культова відеогра, розроблена Сігеру Міямото і випущена Nintendo для приставки Famicom в 1986 році, потім на NES у серпні 1987 року на північноамериканському ринку, а в листопаді 1987 року — в Європі. Це перша серія однойменної серії ігор.
У середньовічному фентезійному світі під назвою Гайрул (англ. Hyrule) Лінк повинен відновити вісім фрагментів Трисили Мудрості, щоб перемогти Ганона, звільнити принцесу Зельду та принести мир у королівство. Під час гри Лінк вільно пересувається без позначок на карті світу, що відображається зверху, але також досліджує кілька підземних лабіринтів підземель. Королівство Хайрула населене безліччю монстрів з якою Лінк повинен битися, і містить багато секретів і головоломок для вирішення, що дозволяє Лінку знаходити об'єкти, корисні для його прогресу в квесті, або зброю, що покращує його здібності. Дослідження та відкриття секретів є основою ігрового досвіду.
Legend of Zelda розроблено Шигеру Міямото та Такаші Тезука та розроблено Nintendo R&D4. Саундтрекнаписав Кодзі Кондо. Міямото хоче створити чудову пригодницьку гру і черпає натхнення у своєму дитинстві, протягом якого він подорожував, поки не загубився у невідомих місцях, іноді відкриваючи озеро, іноді печеру чи покинутий будинок. Гра безпосередньо натхненна фентезійним світом фільму Рідлі Скотта Легенда (1985), а також книг Дж. Р. Р. Толкіна Володар перснів (1954—1955). Міямото також запозичив у Namco The Tower of Druaga (1984), а ранні версії Zelda являли собою лише ланцюг підземних печер. Пізніше Міямото черпає натхнення з Hydlide (1984), рольової екшн-гри від T&E Soft, імітуючи свою карту світу. Легенда про Зельду також запозичує з різних міфологій: Лінк — персонаж, натхненний ельфом (з XIV ст.) та Пітером Пеном Діснея (1953).
Legend of Zelda є однією з найбільш продаваних ігор Nintendo з 6,51 мільйонами проданих копій. Після випуску гру дуже добре сприйняла спеціалізована преса, отримавши дуже схвальні відгуки, зокрема за його гігантський всесвіт (світ гри сладає 600 окремих сцен), інноваційний геймплей і чудову музику. Після виходу на Заході гра вже є лідером продажів у Японії. Критики швидко розуміють, що Zelda — це надзвичайна гра, «успішна» гра, яка досягне великого успіху.
Портування гри на GameCube (2003) в збірці The Legend of Zelda: Collector's Edition, Game Boy Advance (2004) в серії NES Classics, яка тоді була у дематеріалізованій версії на віртуальних консолях Wii, Nintendo 3DS і Wii U (2006—2013), сприймається досить добре. Усі погоджуються, що гра добре тримається з часом завдяки ігровому процесу, незважаючи на застарілі візуальні ефекти. Nintendo також випускає суттєво відредаговану адаптацію на Satellaview (1995—1997).
The Legend of Zelda породила плідну серію відеоігор із численними приквелами та побічними продуктами, найвідомішими та найулюбленішими з яких були спочатку The Legend of Zelda: A Link to the Past, потім The Legend of Zelda: Ocarina of Time та The Legend of Zelda: Majora's Mask. Zelda регулярно фігурує в рейтингах найкращих ігор. Вважається основоположним епізодом серії, однією з найвпливовіших ігор і попередником рольових відеоігор. Крім того, The Legend of Zelda є першою грою в історії, у картридж якої вбудовано літієву батарею для збереження ігор. Ця потужна франшиза дозволяє Nintendo продавати багато похідних продуктів і об'єднує багатьох шанувальників. Останні виробляють такий контент, як фанфіки, косплей, відеоігри або виконують спідрани. Це також перша поява Лінка, одного з найвідоміших персонажів у всесвіті відеоігор.

## Всесвіт

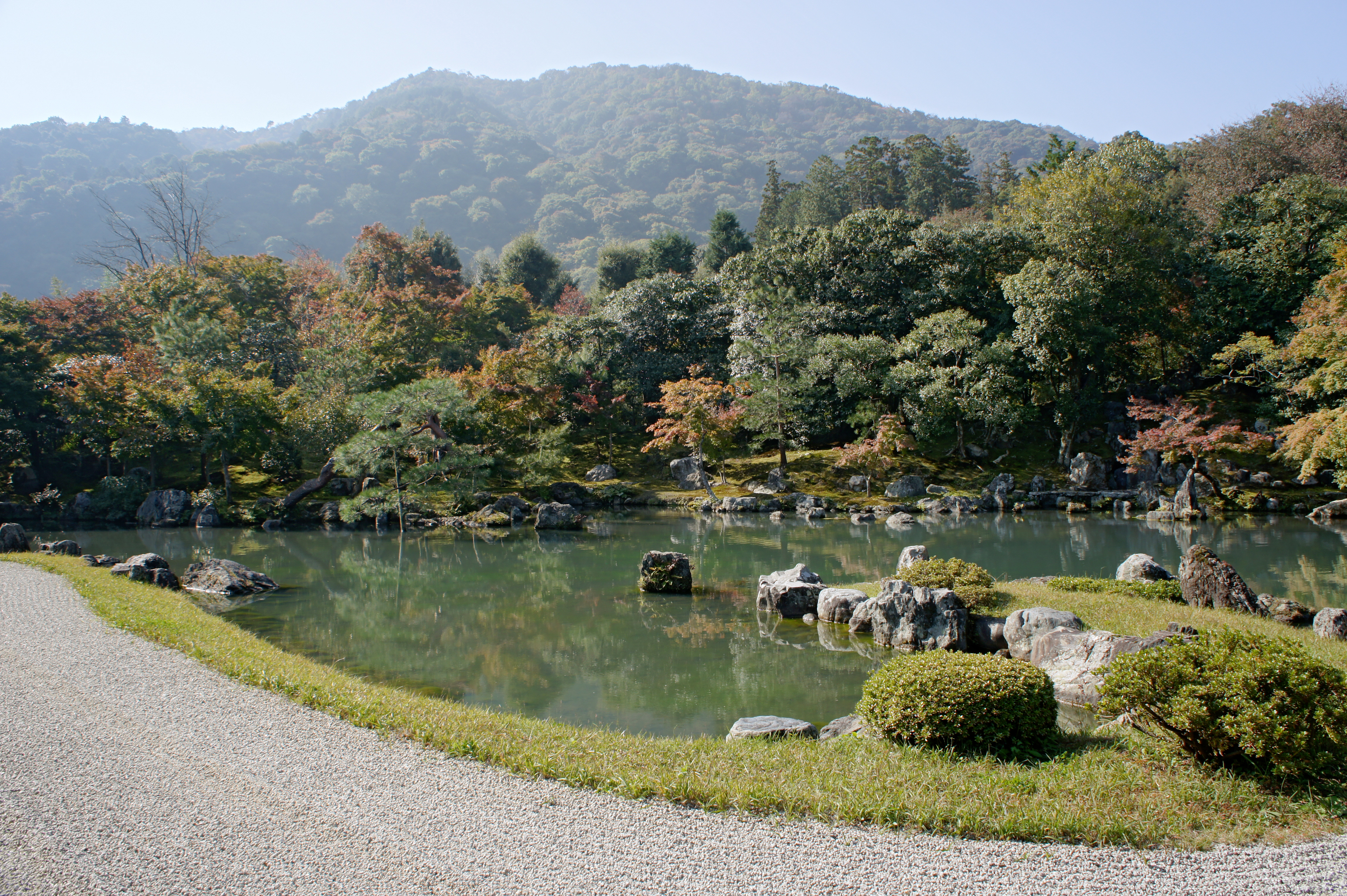
Сігеру Міямото надихається його юнацькими дослідженнями лісів та околиць Кіото усвідомлюючи всесвіт The Legend of Zelda.

Події Легенди про Зельду розгортаються у середньовічному фентезійному всесвіті. Дія відбувається в королівстві Хайрул, де домінують три персонажі: герой Лінк, принцеса Зельда та лиходій Ганон. Гайрул містить міфологію Трисили, реліквії, що складається з трьох магічних трикутників, які надають своєму власникові величезну силу. Кожен із цих трикутників символізує цінність: могутність, мудрість і мужність.

## Ігровий процес

### Загальний
The Legend of Zelda — це  пригодницька гра, яка містить елементи  рольової гри, екшну і ігор-головоломок. Гравець керує персонажем і переміщує його відкритим світом: картою світу з різноманітними пейзажами та видом згори. Ця карта світу, як і підземелля та печери, відображається на екрані за допомогою техніки, яка називається flip-screen (або гортання екрана): карта поділена на 128 частин, кожна з яких відповідає точному розміру екрана. У грі відображається єдиний фіксований екран, на якому гравець може вільно пересувати персонажа. Коли персонаж досягає будь-якої сторони екрана, ефект переходу змушує поточний екран зникати та відображати сусідню частину карти, надаючи нову графіку, локації та ворогів. Крім того, невеликі частини підземель, з'єднані зі сходами, часто один екран, відображаються у вигляді збоку.
Клавіша «Start» ставить гру на паузу та показує допоміжний екран, де відображаються інвентар(наявні предмети), статус квеста, кількість життів, грошей (та інших витратний речей), а також позицію гравця на пустому фоні карти світу.
Ціла купа ворогів протистоїть просуванню Лінка та змушує гравця чергувати фази бою з мечем або предметами, які він виграв чи придбав, і фази дослідження. У них Лінк повинен знайти печери, в яких він зустрічає неігрових персонажів, які приходять йому на допомогу, або дев'ять підземель, які він повинен дослідити. Мета полягає в тому, щоб розвивати здібності персонажа через серця життя та дедалі потужнішу зброю та перемогти вісім босів, Ганона, а потім знайти принцесу Зельду.

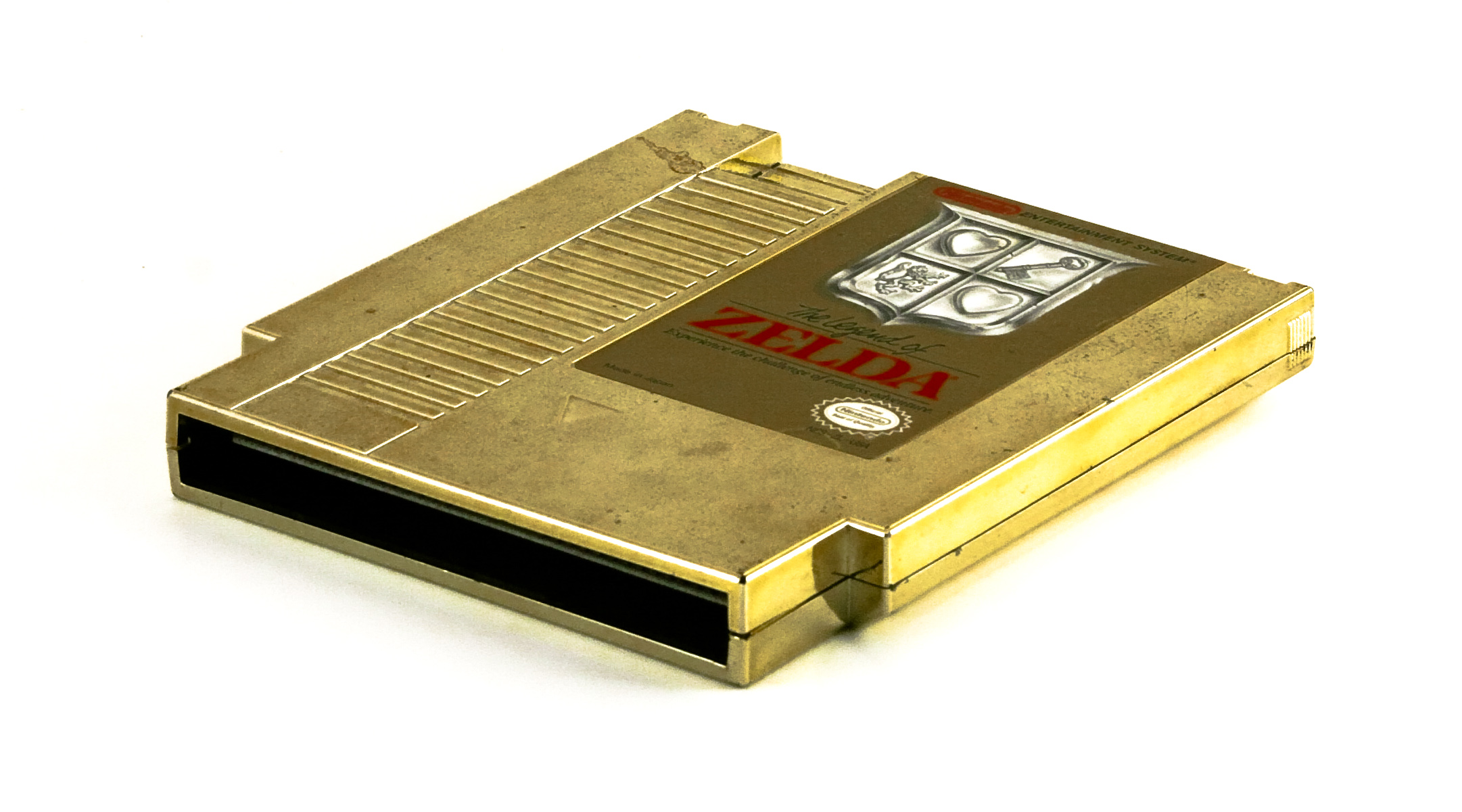
Ігровий картридж золотистого кольору містить батарею, яка дозволяє зберігати прогрес гри

The Legend of Zelda є першою грою, яка використовує систему збереження, що працює від акумулятора, вбудованого в картридж. У грі є три слоти збереження. Коли гравець перезапускає збережену гру, він починає заново лише з трьома серцями життя на початку зони, де знаходився персонаж під час збереження.
Гравець керує персонажем на ім'я Лінк (інше ім'я можна призначити на самому початку під час вбору слота для збереження гри).
Убитий противник може залишити після себе бонус: дорогоцінні камені Rubies (виконують у грі роль платіжного засобу), або сердечко, яке відновлює рівень здоров'я. Іноді вбивство монстра може звільнити фею, чарівну істоту, яка повністю відновлює здоров'я Лінка. Іноді — чарівний годинник, на час паралізуючий монстрів.

### Карта світу
Карта світу пропонує повну свободу дій і пересування. Лінк може пересуватися, битися з ворогами або шукати таємні ходи до печер чи підземель, а також стикатися з неігровими персонажами скільки завгодно. Гравець не отримує жодних вказівок про напрямок або порядок завдань, які потрібно виконати. Однак картридж продається з інструкцією, в якій багато вказівок і креслення карти світу (не повне, але керуючись яким гравець міг знайти перший та другий лабіринт). Подібним чином історія представлена дуже мало на початку гри, але детально описана в посібнику.
«Легенда про Зельду» містить багато таємних проходів: вхід до певних печер і підземель приховано під різними видами декорацій (за кущами, які потрібно спалити, щоб відкрити прохід, за статуями чи скелями, яких потрібно торкнутися або зрушити, або стінами, які треба підірвати бомбами, щоб відкрити вхід). Деякі з цих печер легко доступні, а інші приховані під деревами, скелями або за водоспадами.
Протягом усієї гри різні персонажі допомагають Лінку, даючи або продаючи йому предмети, а також пропонуючи йому підказки. Цих персонажів можна зустріти в печерах, розкиданих по карті світу.

### Сюжет
Сюжет гри The Legend of Zelda в дуже стислій формі описується у вступі до гри і куди більш детально — у супровідному ілюстрованому керівництві користувача. Дія гри розгортається у вигаданому королівстві Гайрул (англ. Hyrule). В Гайрул вторглася армія могутнього принца Темряви Генона (англ. Ganon) увергнула королівство в хаос, сам Генон захопив Трисилу Могутності (англ. Triforce of Power), магічний артефакт, що дарує своєму власникові велику міць. Принцеса Гайрула Зельда, що володіла іншим артефактом, Трисилу Мудрості (англ. Triforce of Wisdom), розділила його на вісім фрагментів і сховала їх від Генона в таємних підземеллях королівства.
У буклеті розповідається, як одного разу стара жінка на ім'я Імпала, довірена годувальниця принцеси Зельди, була оточена поплічниками Генона, і головний герой гри Лінк змусив їх до втечі. Імпа повідала Лінку про лихо, що обрушився на Гайрул, і той вирішив врятувати Зельду. Але щоб битися з Геноном, йому потрібно попередньо знайти і зібрати воєдино розкидані по країні фрагменти Трисили.

### Зброя і броня
Спочатку гравець не має зброї, лише дерев'яний щит. Знайшовши меч (або будь-яку інше зброю), гравець отримує можливість атакувати монстрів і починає дослідження світу.
Основною зброєю у грі є меч. У грі є три різних меча, доступних для гравця і відрізняються своїми характеристиками: меч (англ. Sword), Білий меч (англ. White sword) і Магічний меч (англ. Magical sword). Кожен наступний завдає шкоди в 2 рази більший, ніж попередній. Поки здоров'ю Лінка не завдано шкоди (тобто всі сердечка, що позначають його рівень здоров'я, залишаються червоними), він здатний при атаці кидати меч, завдаючи противнику пошкодження з безпечної відстані. Як тільки Лінк отримує поранення і здоров'я його не повне, він втрачає здатність до такої атаки і змушений рубати ворогів в ближньому бою, або використовувати іншу зброю.
Такою зброєю є:
- Дерев'яний бумеранг (паралізує противника, здатний вбити слабкого ворога і допомагає підбирати бонуси, що розташовані поза досяжністю ігрового персонажа)
- Магічний бумеранг (завдає більше ушкоджень)
- Дерев'яні стріли
- Срібні стріли
- Лук (без нього стріли марні)
- Бомби (спочатку Лінк може носити не більше восьми бомб, але в ході досліджень підземель ця кількість може збільшитися)
- Магічний жезл (потужність заклинань можна збільшити, знайшовши книгу заклинаньBook of Magic)

Дерев'яний щит, здатний блокувати базові атаки, як то каміння від октороків чи стріли від моблінів. Лінк може покращити щит до магічного щита у багатьох магазинах Гайрула; однак якщо Like Like нападе на Лінка, той втратить магічний щит, та повернеться до дерев'яного щита. Та Like Like не може зіпсувати дерев'яного щита.

### Інвентар
У грі є набір предметів, використання яких може суттєво полегшити її проходження, а той факт що без деяких з них завершити гру неможливо, стимулює гравця для активних пошуків. Деякі з предметів (зазвичай у базовому варіанті) можна придбати у торговця, цінніші заховані в схованках лабіринтів.
Список предметів:
- Їжа (шматок м'яса) — можна використовувати як приманку для відволікання монстрів, або для підкупу.
- Синя свічка — з її допомогою можна висвітлювати темні кімнати лабіринту, а також виявляти схованки на поверхні, спалюючи кущі. При використанні викидає язик полум'я, який може завдати ушкодження як монстрам, так і самому Лінку.
- Червона свічка — виконує ті ж функції, що й синя, але може висвітлювати більш як одну кімнату лабіринту за раз.
- Синє кільце — знижує втрати від атаки супротивника на половину.
- Червоне кільце — знижує пошкодження від атаки супротивника до чверті.
- Браслет сили — додає Лінку сили, достатні для того, щоб піднімати камені (що допомагає виявляти схованки).
- Флейта — старовинний музичний інструмент, наділений магічними властивостями. Може використовуватися проти деяких босів, а також для виявлення схованок. Критичний для проходження гри.
- Пліт — засіб для подолання водних перешкод. Критичний для проходження.
- Драбина — засіб для подолання перешкод. Критична для проходження.
- Ключ — з його допомогою відмикаються двері в лабіринтах. Одноразовий предмет.
- Магічний ключ — відмикає двері, може використовуватися нескінченне число разів.
- Карта лабіринту — допомагає орієнтуватися в незнайомому лабіринті.
- Компас лабіринту — зазначає на карті місцезнаходження фрагмента Трисили і захований цінний предмет.
- Жива вода — відновлює рівень здоров'я, буває двох типів: синя і червона.

### Неігрові персонажі
Крім монстрів (див. нижче) в ігровому світі присутня невелика кількість неігрових персонажів, з якими гравець може взаємодіяти. Деякі з неігрових персонажів займаються торгівлею, інші можуть надати цінну інформацію, здатну допомогти в проходженні гри. Місцезнаходження цих персонажів фіксоване, найчастіше вони живуть у печерах, в потаємних підземеллях і (іноді) у лабіринтах. Усього в грі налічується три типи неігрових персонажів: старий, стара і торговець. Іноді роль неігрового персонажа виконує нейтрально налаштований монстр (як правило моблін).
Деякі з мешканців пропонують зіграти в гру («Lat's Play Money Making Game»), в якій можна виграти певну кількість Rubies

### Лабіринти
Підземний світ Хайрула складається з дев'яти підземель-лабіринтів.
Кожен лабіринт має певну форму, будь то предмет, символ або навіть буква алфавіту. На відміну від Надземного світу, підземний світ другого квесту (англ. Second Quest) кардинально відрізняється від першого.
У кожному лабіринті Лінк повинен перемогти своїх ворогів і боса, щоб отримати фрагмент Трисили. Підземелля можна відвідувати в будь-якому порядку, але це значно підвищує складність гри, оскільки деякі труднощі можна подолати лише завдяки предметам, зібраним у попередніх підземеллях (у порядку, запропонованому дизайнерами). Входи в останні три підземелля приховані. Коли Лінк збере всі вісім частин Трисили, він зможе отримати доступ до дев’ятого й останнього лабіринту Гори Смерті (англ. Death Mountain), лігва Ганона, та врятувати принцесу Зельду.
Кожен фрагмент охороняє бос, для перемоги над яким зазвичай потрібно витратити більше часу або проявити кмітливість (звичайно явно виражене перевагу в чомусь одному обертається для боса слабкістю в іншому, на вразливі місця босів можуть вказати рідкісні неігрові персонажі, що зустрічаються в лабіринтах).
Починаючи з 2-го лабіринту в кожному з них, крім фрагмента Трисили, також захований один (у кінцевих лабіринтах — два) предмета інвентаря, які неможливо знайти в іншому місці і які не можна придбати у торговців.
Список лабіринтів та предметів:
1. Eagle (Level 1) — лук.
2. Moon (Level 2) — магічний бумеранг.
3. Manji (Level 3) — пліт.
4. Snake (Level 4) — драбина.
5. Lizard (Level 5) — флейта.
6. Dragon (Level 6) — магічний посох.
7. Demon (Level 7) — червона свічка.
8. Lion (Level 8) — магічний ключ, книга заклинань для палиці.
9. Death Mountain (Level 9) — обитель Генона — срібні стріли, червоне кільце.

### Противники
Представлені в порядку, зазначеному в керівництві користувача гри.

#### Що мешкають на поверхні
- Tektite — павукоподібні істоти з одним оком, зустрічаються блакитні та червоні.
- Octorok — восьминіг, що живе під землею. Плюється камінням, зустрічаються червоні і сині.
- Leever — живе під землею створення, живиться енергією істот, які з необережності підходять до нього надто близько. Також зустрічаються блакитні та червоні.
- Peahat — привиди квітів, пересуваються по місцевості, розкручуючись уздовж вертикальної осі. Можуть бути знищені тільки коли зупиняються.
- Molblin — гобліни з мордами бульдогів, живуть у лісах. Атакують, метаючи в героя списи.
- Armos — могутні воїни, перетворені колись у кам'яні статуї. Оживають від необережного дотику Лінка.
- Ghini — привиди, що охороняють кладовища. Так само сильні, як і Armos.
- Lynel — захисники Смертельних Гір, схожі на кентаврів.
- Zola — наполовину риба, наполовину жінка, живе у воді.
- Rock — звичайні камені, що падають у Смертельних Горах під час каменепадів.

#### Що мешкають у лабіринтах
- Zol & Gel — желеподібні істоти, що живуть у підземних лабіринтах. Від удару Zol ділиться на два Gel, які менші за розміром.
- Rope — отруйні змії, що стрімко атакують.
- Vire & Keese — крилаті дияволи, від удару Vire розпадається на двох Keese, які схожі на кажанів, але більш агресивні.
- Stalfos — ожилі скелети.
- Wall Master — рука чудовиська, що з'являється зі стін лабіринту. Якщо зуміє схопити Лінка, переносить його назад до входу в лабіринт.
- Goriya — червоні або сині дияволи, озброєні бумерангами.
- Wizzrobe — могутні Майстри переміщень. З'являються тут і там і атакують Лінка за допомогою заклинань.
- Darknut — лицарі в обладунках, блокують лобові атаки Лінка своїм щитом.
- Pols Voice — кроликоподібні примари з великими вухами.
- Like Like — трубчасті монстри, що пожирають магічні щити.
- Gibdo — живі мумії.
- Moldorm — гігантський хробак, що мешкає в лабіринтах.
- Dadongo — гігантський носоріг, схожий на трицератопса.
- Manhandla — гігантська м'ясоїдна рослина-людожер з чотирма руками-пащами.
- Aquamentus — єдиноріг, що випускає промені.
- Patra — атакують групами.
- Digdogger — гігантський морський їжак, будучи атакованим ділиться на групу дрібніших тварин.
- Gohma — гігантський краб з твердим панциром. Помирає, якщо стріляти з лука у відкриті очі.
- Gleeok — багатоголовий дракон (кількість голів варіюється від двох до чотирьох). Відрубані голови зберігають активність і продовжують атакувати Лінка.
- Bubble — духи померлих. Їх дотик збиває Лінка з пантелику, у результаті деякий час після зіткнення він нездатний підняти меч.
- Генон — фінальний бос. Він невидимий і з'являється лише при ударі мечем. Після кількох ударів він завмирає, в цей момент потрібно стріляти в нього з лука срібними стрілами.

### Second Quest
Після проходження The Legend of Zelda гравцеві стає доступним складніший рівень, офіційно називаєтьсяДругий Квест(англ. Second Quest). Другий Квест відрізняється іншими лабіринтами, зміною розташування в них предметів і сильнішими монстрами. Є можливість запустити Другий Квест на початку нової гри, для цього досить створити обліковий запис гравця з ім'ям Zelda.

## Виробництво
Над грою працював творчий колектив під керівництвом Сігеру Міямото. Одночасно з The Legend of Zelda цей же склад працював і над Super Mario Bros., Намагаючись, за словами Міямото, зберегти індивідуальність обох проектів, так несхожих один на одного. У команді Міямото працювали співавтор ідеї дизайнер Тедзука Такасі і композитор Кодзі Кондо.

## Визнання
У першому випуску журналу Nintendo Power (липень-серпень 1988 року) гра очолила тридцятки найкращих і продовжувала займати високі позиції до початку 1990-х років. У тому ж році The Legend of Zelda була обрана гравцями для нагороди Nintendo Power Awards в номінації «Best Challenge».
Журнал Game Informer помістив гру на перше місце свого списку «Найкращих ігор всіх часів», журнал Електронік ґеймінґ мантлі — на 5-е місце списку "200 Найбільших відеоігор свого часу «, журнал Nintendo Power — на 7-е місце списку» 200 Best Nintendo Games Ever «. Official Nintendo Magazine помістив гру на 77-е місце списку „Greatest Nintendo games of all time“, а відвідувачі сайту Imagine Games Network голосуванням присвоїли їй 80-е місце в „Top 99 Games“.

## Цікаві факти
- Принцеса Зельда, ім'я якої дало назву всій серії ігор, в першій грі з'являється лише у фінальній сцені.
- Своє ім'я принцеса Зельда отримувала на честь дружини письменника Ф. С. Фіцджеральда, Зельди Фіцджеральд (1900—1947). У статті піонера індустрії відеоігор Тодда Моуватта Міямото розповідає: „Вона була у всіх сенсах відомою і красивою жінкою і мені сподобалося звучання її імені. Так що я взяв на себе сміливість використання її імені в назві гри“[14].
- Японська версія The Legend of Zelda для Famicom Disk System була випущена на Family Computer Disk System[en]. Ця версія використовувала можливості приводу для збереження стану гри (а не як в американській версії вбудовану пам'ять, заряду якої при правильній експлуатації повинно було вистачити на 5 років), а також мала деякі інші відмінності. Так в керівництві користувача, що супроводжував північноамериканське видання гри, говорилося що монстрPols Voice, привид з великими вухами, „ненавидить гучний шум“. Японська версія The Legend of Zelda використовувала вбудований в геймпади Famicom мікрофон, крикнувши (або сильно дмухнувши) в який можна було вбити Pols Voice; в той час як в американській версії NES мікрофонів не було, і гравці, знайшовши в одному з підземель флейту, безуспішно намагалися знищити за її допомогою цих монстрів.
- Ім'я Сігеру Міямото у фінальних титрах ігри, ймовірно помилково, було спотворено — як продюсер і директора він значився як S. Miyahon.
- Ім'я принца Темряви Генона в текстовому вступ до гри було написано як Gannon.
- Грошова одиниця гри, дорогоцінний камінь Ruby (Rubies) був переведений як Rupy (Rupies) — також, ймовірно, помилково.